# Dušan Radić
Dušan Radić (serb. Душан Радић; ur. 10 kwietnia 1929 w Somborze, zm. 3 kwietnia 2010 w Belgradzie) – serbski kompozytor.

## Życiorys
W latach 1946–1954 był uczniem Milenko Živkovicia w konserwatorium w Belgradzie, kształcenie kontynuował następnie do 1962 roku na studiach podyplomowych. Od 1958 do 1959 roku przebywał w Paryżu, gdzie uczył się u Oliviera Messiaena i Dariusa Milhauda. Od 1972 roku był członkiem korespondentem, a od 1983 roku członkiem Serbskiej Akademii Nauk i Sztuk. Laureat nagrody muzycznej m. Belgradu (1959) i nagrody na festiwalu muzycznym w Puli (1963). Od 1979 roku był wykładowcą akademii sztuki w Nowym Sadzie.
W swojej twórczości reprezentował nurt neoklasyczny, unikając eksperymentatorstwa. Jego muzyka cechuje się prostotą formalną, niekiedy wykorzystywał elementy bałkańskiej muzyki ludowej i religijnej. Napisał wiele utworów wokalno-instrumentalnych do tekstów Vasko Popy. Był też autorem muzyki filmowej.

## Wybrane kompozycje
(na podstawie materiałów źródłowych)

### Utwory orkiestrowe
- Wariacje na temat ludowy (1952)
- 2 simfonijske slike (1953)
- Sinfonietta (1954)
- Concertino na klarnet i orkiestrę smyczkową (1956)
- Divertimento na wibrafon, orkiestrę smyczkową i perkusję (1956)
- Symfonia (1968)
- Iz moje domovine (1970)

### Utwory wokalno-instrumentalne
- monodram Predeli na recytatora i fortepian (1953)
- cykl Opsednuta vedrina na chór żeński i 2 fortepiany (1956)
- Čudo na głos i orkiestrę kameralną (1963)
- Oratorio profano (1973)
- Eseji na głosy solowe, chór, orkiestrę i taśmę (1984)

### Balet
- Balada o mesecu lutalici (1957, wyst. Belgrad 1960)